# CBM-ASCII

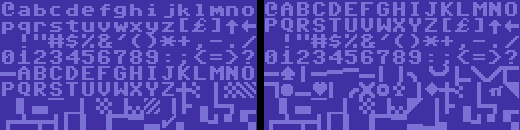
Die beiden Fonts, hier auf einem C64, a) Klein- und Großschrift, b) Großschrift und Blockgrafik

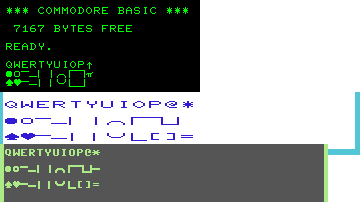
Vergleich des Zeichensatzes auf einem PET, VC-20 und C-128 (von oben), Auszug. Dargestellt ist jeweils der gleiche Originalmaßstab.

CBM-ASCII, auch PET-ASCII oder PETSCII genannt, ist eine acht Bit umfassende Sonderform des ASCII-Standards, die bei allen 8-Bit-Computern (Heim- wie auch Bürorechnern) der Firma Commodore Verwendung fand und auf die Anforderungen dieser Geräte angepasst war. (Die 16-Bit Computer von Commodore, darunter die Commodore Amiga-Modelle und die Commodore PCs, verwendeten kein CBM-ASCII, sondern Standard-ASCII oder eine 8-Bit-Erweiterung desselben).
PET-ASCII beruht auf der 1963er-Version von ASCII, nicht auf der von fast allen anderen ASCII-Computern verwendeten 1967er-Version. Dies äußert sich u. a. in den Zeichen „Pfeil nach Oben“ und „Pfeil nach Links“ sowie in dem Nur-Großbuchstaben-Modus, da Kleinbuchstaben in ASCII 1963 noch nicht vorgesehen waren.
Es gibt zwei Modi, einen mit Großbuchstaben und grafischen Sonderzeichen und einen mit Groß- und Kleinbuchstaben. Im zweiten Modus sind im Vergleich zum ASCII-Zeichensatz die Positionen der Groß- und Kleinbuchstaben vertauscht und die Großbuchstaben zu höheren Codes verlegt, so dass jeder Großbuchstabe durch Addition von 64 zum Kleinbuchstabencode zustande kommt. Hier gab es gravierende Änderungen beim Übergang vom Commodore BASIC des PET 2001 zu Commodore Basic V2 danach, gerade was die Kodierung von Klein- und Großbuchstaben anging.
Unter Blockgrafik sind einige Details über die mit dem Großbuchstaben/Grafikzeichen-Modus ermöglichten Darstellungen nachzulesen.
Bei der internen Speicher-Darstellung von BASIC-Programmen werden Codes größer als 127 als Tokens für die BASIC-Befehle interpretiert, wenn sie nicht in Anführungszeichen stehen.
Im Videospeicher wird noch eine andere Kodierung verwendet. Dabei können jeweils nur 128 (7 Bit) verschiedene Zeichen dargestellt werden, und das 8. Bit steuert die Reverse-Darstellung des Zeichens an. Der Großbuchstabensatz wird dabei auf die untersten 32 ASCII-Codes gespiegelt, der sonst nur nicht druckbare Steuerzeichen enthält; der Kleinbuchstabensatz steht ab Position 64, wo sonst die Großbuchstaben stehen. Dies gilt so für den Textmodus. Im Blockgrafikmodus ist die obere Codehälfte (mit den Kleinbuchstaben) durch Grafikzeichen ersetzt.
Obwohl der graphischen Darstellung des Zeichensatzes bei den Commodore-Rechnern immer eine 8×8-Pixelmatrix zugrunde liegt, wird diese bei den Standardzeichen nur bis zu 7×7 Pixeln ausgenutzt. Das letzte Pixel horizontal und vertikal wird als Abstandspixel benutzt, damit aufeinanderfolgende Zeichen nicht „zusammengeklebt“ dargestellt werden. Bei den „Graphikzeichen“ hingegen werden die 8×8 Pixel vollständig genutzt. Bei dem Vorgänger des C64, dem VC-20, werden die Zeichen auf Grund der Bildschirmauflösung deutlich breiter dargestellt.